# Водениктов, Иван Георгиевич
Иван Георгиевич Водениктов (укр. Іван Георгійович Воденіктов; 13 апреля 1932, Топайлы, Гурьевская область — 24 октября 2020, Запорожье) — работник производства и промышленности, общественный деятель. Кандидат в члены ЦК КПУ в 1976—1981 годах. Член ЦК КПУ в 1981—1990 годах. Депутат Верховного Совета УССР 10—11-го созывов.

## Биография
Родился 13 апреля 1932 года в селе Тополи, Баксайский район, Гурьевская область, Казахстан.
Трудовую деятельность начал в 1945 году помощником моториста полеводческой бригады колхоза.
1951—1954 — служба на военно-морском флоте.
Член КПСС с 1957 года.
В 1961 окончил Московский институт стали, инженер-металлург.
В 1961 — помощник мастера плавильного, плавильный мастер сталеплавильного цеха № 3, исполняющий обязанности начальника смены, руководитель группы Центральной заводской лаборатории завода «Днепроспецсталь».
В 1967—1975 — заместитель секретаря парткома, секретарь парткома, главный сталеплавильщик, заместитель главного инженера завода «Днепроспецсталь».
В 1975—1985 — 1-й секретарь Запорожского городского комитета КПУ.
В 1976—1980 — депутат Запорожского областного совета.
Депутат Верховного Совета УССР (1980—1990).
В 1985—1988 — директор завода «Днепроспецсталь», депутат Запорожского городского совета.
В 1988—1992 — заместитель генерального директора строительства металлургического комбината г. Абеокута (Нигерия).
С 1992 — заместитель управляющего банком «Возрождение».
С 1999 — председатель Запорожского областного совета Украинского общества охотников и рыболовов.

## Награды
- дважды Орден Трудового Красного Знамени (1971, 1974)
- Орден Дружбы народов (1980)
- медаль «За развитие Запорожского края» (2004)
- медали
- Почётный гражданин Запорожья (2002)